# Bieblach
Bieblach ist ein Stadtteil von Gera, nordöstlich des Geraer Stadtzentrums.

## Geschichte
Bieblach wurde 1322 unter dem Namen Weblok ersterwähnt. Es beherbergte eine seit dem 16. Jahrhundert nachweisbare herrschaftliche Schäferei.
Im Jahre 1904 nahm die Gemeinde Bieblach, nachdem sie durch die starke Bevölkerungszunahme im Zuge der Industrialisierung zu großen finanziellen Belastungen gekommen war, Verhandlungen mit dem Geraer Stadtrat über eine Eingemeindung in die Stadt Gera auf, die schließlich am 1. Oktober 1905 vollzogen wurde. Bieblach war somit die erste Gemeinde überhaupt, die nach Gera eingemeindet wurde. Sie zählte damals 521 Einwohner.
Für die Bergarbeiter der Wismut im benachbarten Ronneburg entstand ab Mitte der 1950er Jahre nach den Plänen von Lothar Bortenreuter und Karl Sommerer (1918–1981) das Neubaugebiet Bieblach (auch Am Bieblacher Hang) als das erste industriell geplante und gebaute Wohngebiet auf dem heutigen Thüringer Gebiet. Hier entstanden auch die ersten Wohnhochhäuser der Stadt Gera, deren erstes am 14. Juli 1965 übergeben wurde. An die Vergangenheit Bieblachs als Bergarbeitersiedlung erinnern zahlreiche Straßennamen mit bergmannssprachlichen Bezügen (Glück-Auf-Weg, Erzhammerweg u. a.). Als Teil eines sozialistischen Musterstadtteils erhielt Bieblach neben den Wohnblöcken auch eine Poliklinik, zwei Parks, Kaufhallen und eine Gaststätte. Sämtliche Bestandteile dieser Infrastruktur haben bis heute ihre ursprüngliche Bestimmung behalten. Zudem wurden Schulen, Kindergärten und Kinderkrippen für die vielen jungen Familien errichtet. Weitere gedachte Einrichtungen wie Kino oder Schwimmbad wurden nicht mehr errichtet, obwohl lange Zeit Baulücken dafür bestanden.
In den 1980er Jahren entstand nordöstlich Bieblachs das Neubaugebiet Bieblach-Ost, das aufgrund der Wende nicht mehr vollendet wurde. Mit der Wiedervereinigung wurden nur noch die bereits begonnenen Bauten fertiggestellt. Auf Wunsch der damaligen Einwohner von Bieblach wurden die beiden Wohngebiete verkehrstechnisch getrennt. Der eigentliche Stadtteil Bieblach wird daher auch oft als Alt-Bieblach bezeichnet, obwohl das eigentlich nur die Bezeichnung für den Baubestand der Häuser vor 1950 in der Gegend der ehemaligen Schäferei war. 

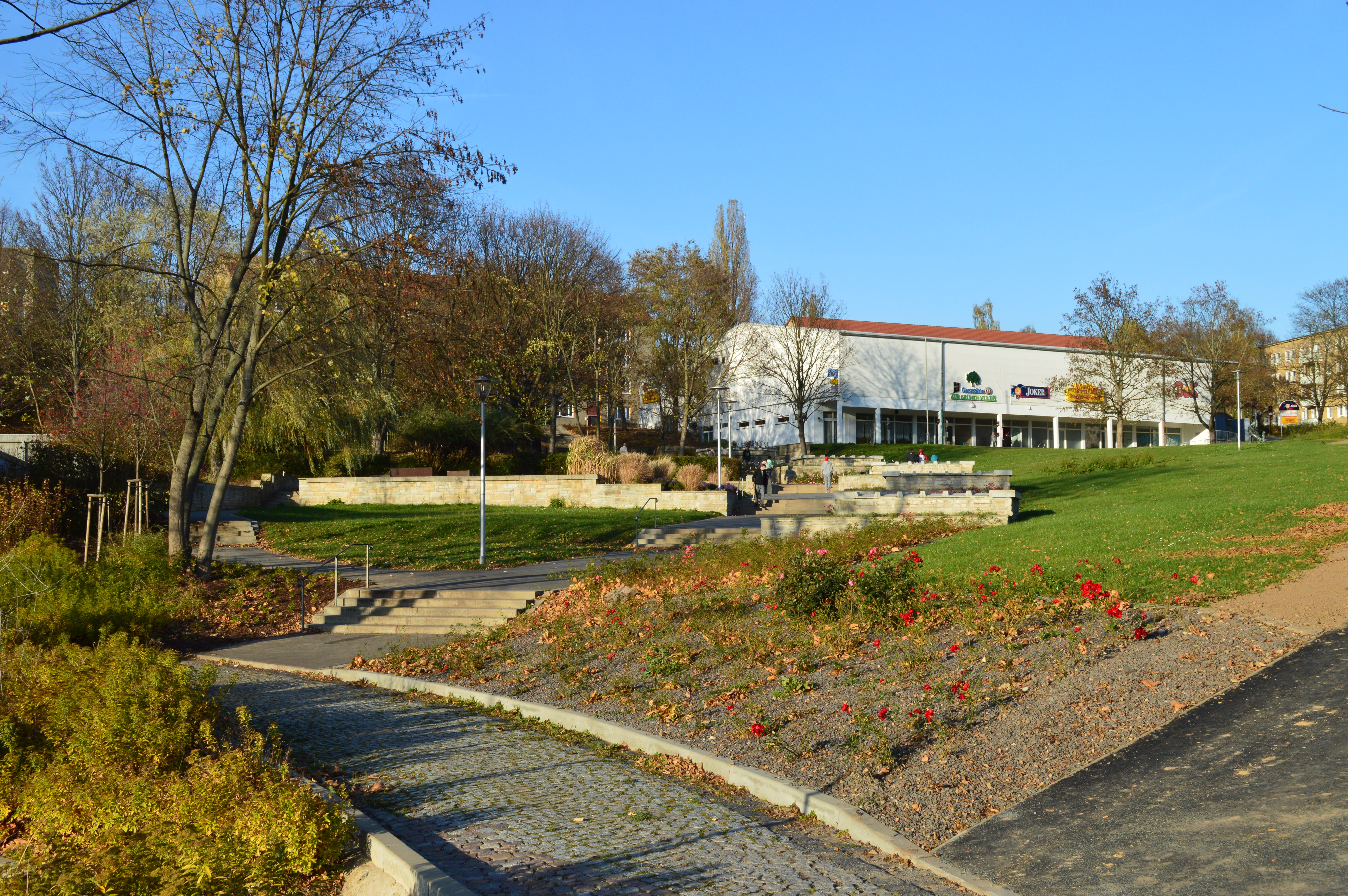
Die Grünanlage „Grüne Mulde“ mit dem gleichnamigen Restaurant bildet das Zentrum des Bieblacher Hanges (2013)
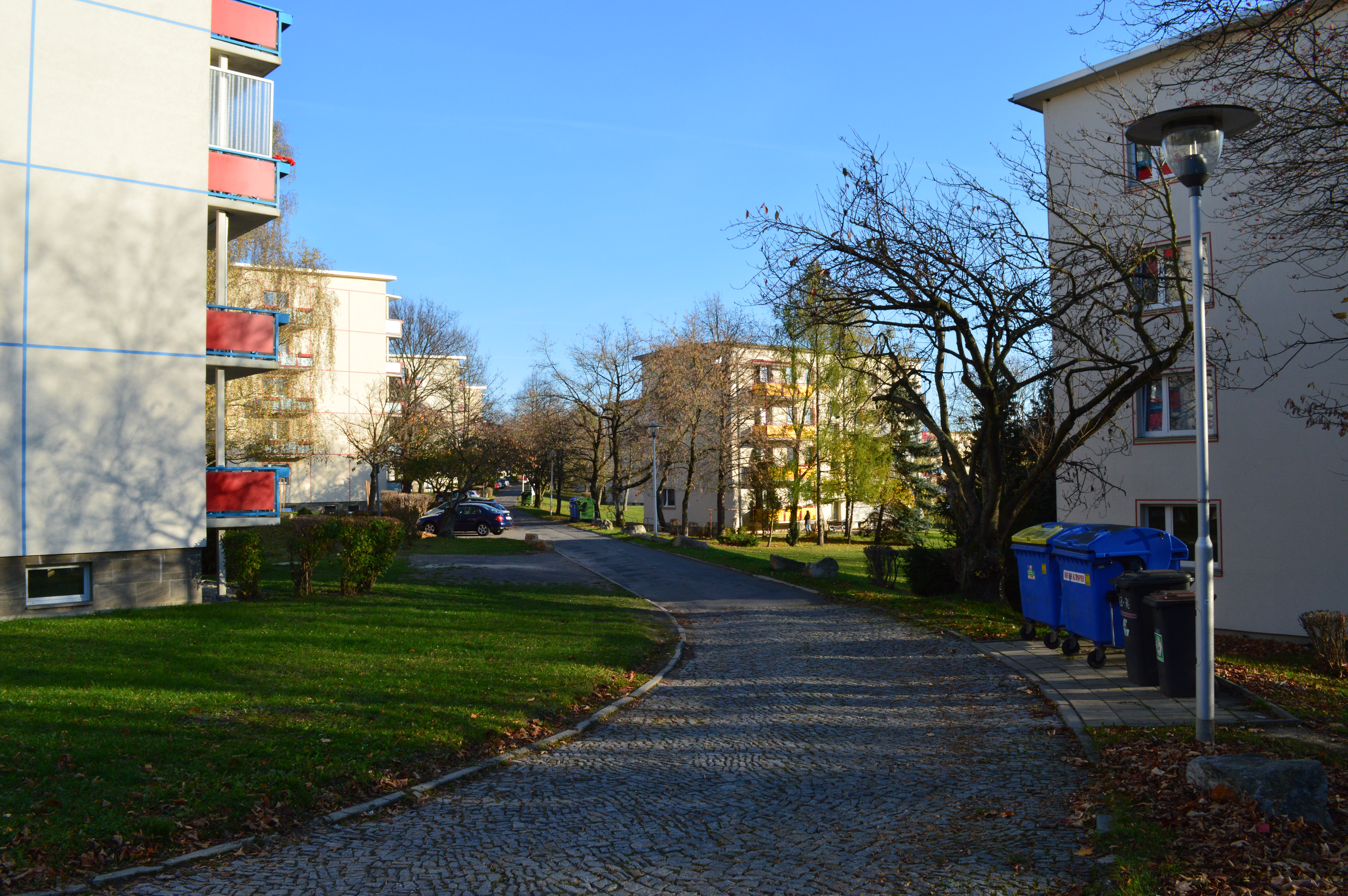
Wohnbebauung im Glück-Auf-Weg (2013)
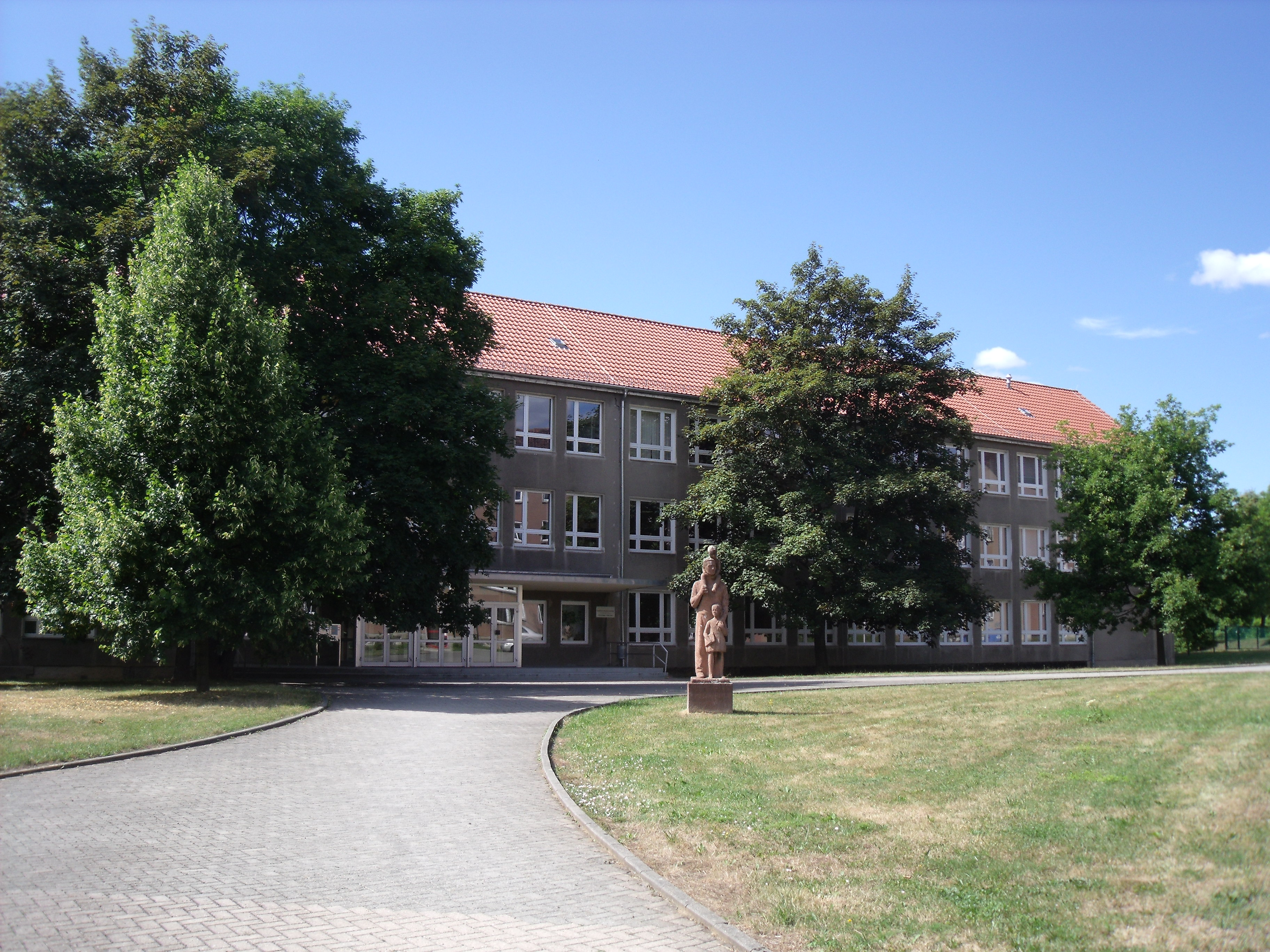
Staatliche Regelschule in der Erich-Mühsam-Straße (2010)
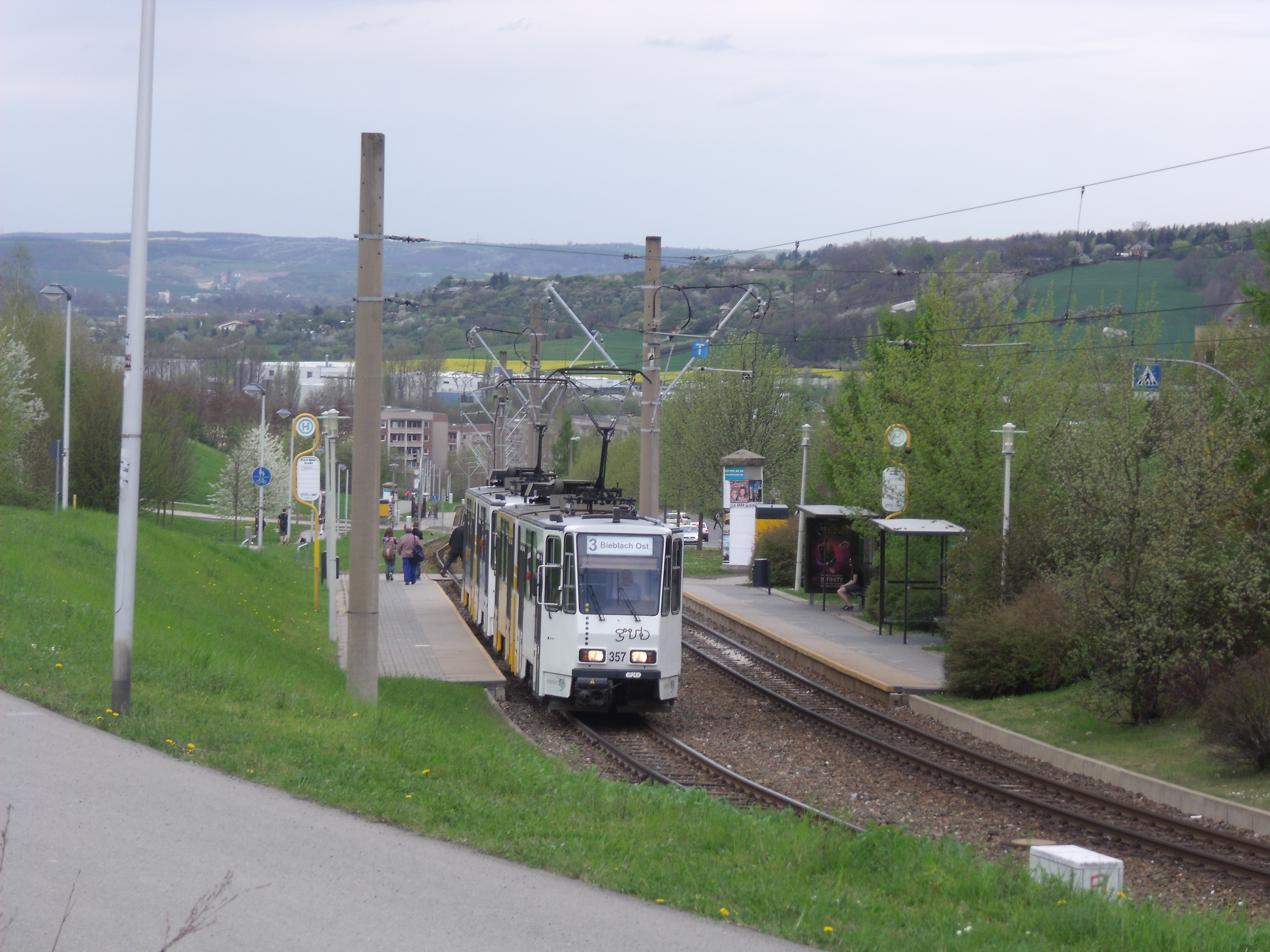
Straßenbahnhaltestelle „Ernst-Abbe-Straße“ in Bieblach-Ost (2012)

## Politik
Bieblach hat keine Ortsteilverfassung, somit auch keinen Ortsteilrat und keinen Ortsteilbürgermeister.

## Verkehr
Bieblach liegt südlich der Bundesautobahn 4.
Alt-Bieblach wird durch die Buslinie 24 der Verkehrs- und Betriebsgesellschaft Gera (Untermhaus–Straße des Bergmanns–Dr.-Th.-Neubauer-Straße) erschlossen. Bieblach-Ost ist Endpunkt der Straßenbahnlinie 3 sowie der Buslinie 26.